# Egybolis vaillantina
Egybolis vaillantina is een dagactieve nachtvlinders uit de familie spinneruilen (Erebidae).
De imago heeft een spanwijdte van rond de 60 mm. De voorvleugel is zwart met enkele oranje vlekken, de achtervleugel is effen zwart. De antennes en delen van kop en poten zijn opvallend oranje.
De vlinder komt voor in het Afrotropisch gebied. De soort gebruikt perzik en zeepnotenboom als waardplanten.